# Judyta turyńska
Judyta turyńska (ur. po 1135, zm. 9 września po 1174) – druga żona Władysława II Przemyślidy, a od roku 1158 druga – po Świętosławie Swatawie – królowa czeska.
Była córką Ludwika I, landgrafa turyńskiego. Jej siostra Cecylia poślubiła księcia Oldrzycha. W 1153 Judyta została wydana za Władysława II, trzy lata wcześniej owdowiałego. Dwa lata później urodził się syn Przemysł Ottokar I, pierwszy w dynastii, który otrzymał imię legendarnego jej założyciela Przemysła Oracza. W dalszych latach urodzili się:
- Władysław III Henryk
- Richenza.

Po wyniesieniu Władysława do godności króla Czech przez cesarza Fryderyka I Barbarossę na sejmie w Ratyzbonie 11 stycznia 1158 roku musiało dojść – wzorem dziadka – do kościelnej uroczystości w Pradze, podczas której koronowano oboje małżonków, łącząc obrzęd z pomazaniem.
Po abdykacji męża (1172) i interwencji cesarza sprzeciwiającego się następstwu Fryderyka Judyta udzieliła Władysławowi schronienia w rodowych dobrach w Turyngii. Po jego rychłej śmierci (1174) zapewne powróciła do Czech i osiadła w klasztorze w Cieplicach, którego była fundatorką i gdzie została pochowana. Jej szczątki odkryto podczas prac archeologicznych w romańskiej bazylice i poddano badaniom antropologicznym.

## Zabytki związane z królową Judytą
- Most Judyty(inne języki) w Pradze został wzniesiony z inspiracji króla Władysława i biskupa praskiego Daniela, którzy podczas wyprawy włoskiej (1158) mogli podziwiać antyczne budowle, ale jego fundatorką była królowa. Budowa trwała trzy lata, a w 1172 przeprowadzono kolejne prace. Most był położony poniżej dzisiejszego Mostu Karola, miał 514 m długości i 6,8 m szerokości, a na obu brzegach Wełtawy prowadziły na niego wieże mostowe. Po stronie małostrańskiej zachowały się resztki takiej wieży z reliefem przedstawiającym cesarza Fryderyka Barbarossę nadającego Władysławowi godność królewską[3]. Most przetrwał do 3 stycznia 1342, kiedy zniosła go powódź. W 1357 na polecenie cesarza Karola IV przystąpiono do wznoszenia obecnej budowli.
- Klasztor benedyktynek w Cieplicach(inne języki) Judyta ufundowała w latach 1160–1167. Klasztor został zniszczony w czasie wojen husyckich.